# Francesca Morvillo
Francesca Laura Morvillo-Falcone, née le 14 décembre 1945 à Palerme et morte assassinée dans la même ville le 23 mai 1992, est une magistrate italienne. Épouse du juge antimafia Giovanni Falcone, elle est victime avec ce dernier d'un attentat perpétré par la Cosa nostra à Capaci.

## Biographie
Francesca Laura Morvillo est née le 14 décembre 1945 en Sicile dans une famille palermitaine de juristes dont le père, Guido Morvillo, est procureur adjoint de Palerme.
Elle obtient un diplôme de droit de l'université de Palerme en 1967 après une thèse sur « L'état de droit et les mesures de sécurité », saluée comme meilleure thèse dans les disciplines pénales pour l'année académique 1966-1967, pour laquelle elle obtient les félicitations du jury.
Sur les traces de son père et comme son frère cadet Alfredo, elle s'engage dans une carrière de magistrate en 1970 et siège comme juge au tribunal d'Agrigente en 1971, puis, à partir de 1972 comme procureur adjoint pendant seize ans au tribunal pour mineurs de Palerme où elle déploie un engagement remarqué. Elle enseigne bénévolement dans le quartier populaire de la Zisa auprès des enfants des prisonniers.
Elle est nommée présidente de la cour d'appel de Palerme où elle suit certains procès antimafia, comme celui de Vito Ciancimino en 1991 pour les contrats municipaux d'entretien des routes et d'éclairage. Elle enseigne les questions juridiques pour la section pédiatrie de la faculté de médecine de l'université de Palerme.
Après sa séparation d'un premier mari en 1979, Francesca Morvillo rencontre Giovanni Falcone alors juge d'instruction à Palerme. Ils officialisent leur union en mai 1986 et, cible de Cosa nostra qui les oblige à vivre sous protection permanente, se marient au cours d'une cérémonie confidentielle.
Peu avant son décès, alors que son mari est muté au ministère de la Justice, elle est nommée à Rome membre de la Commission examinant l'accès à la magistrature.

## Massacre de Capaci

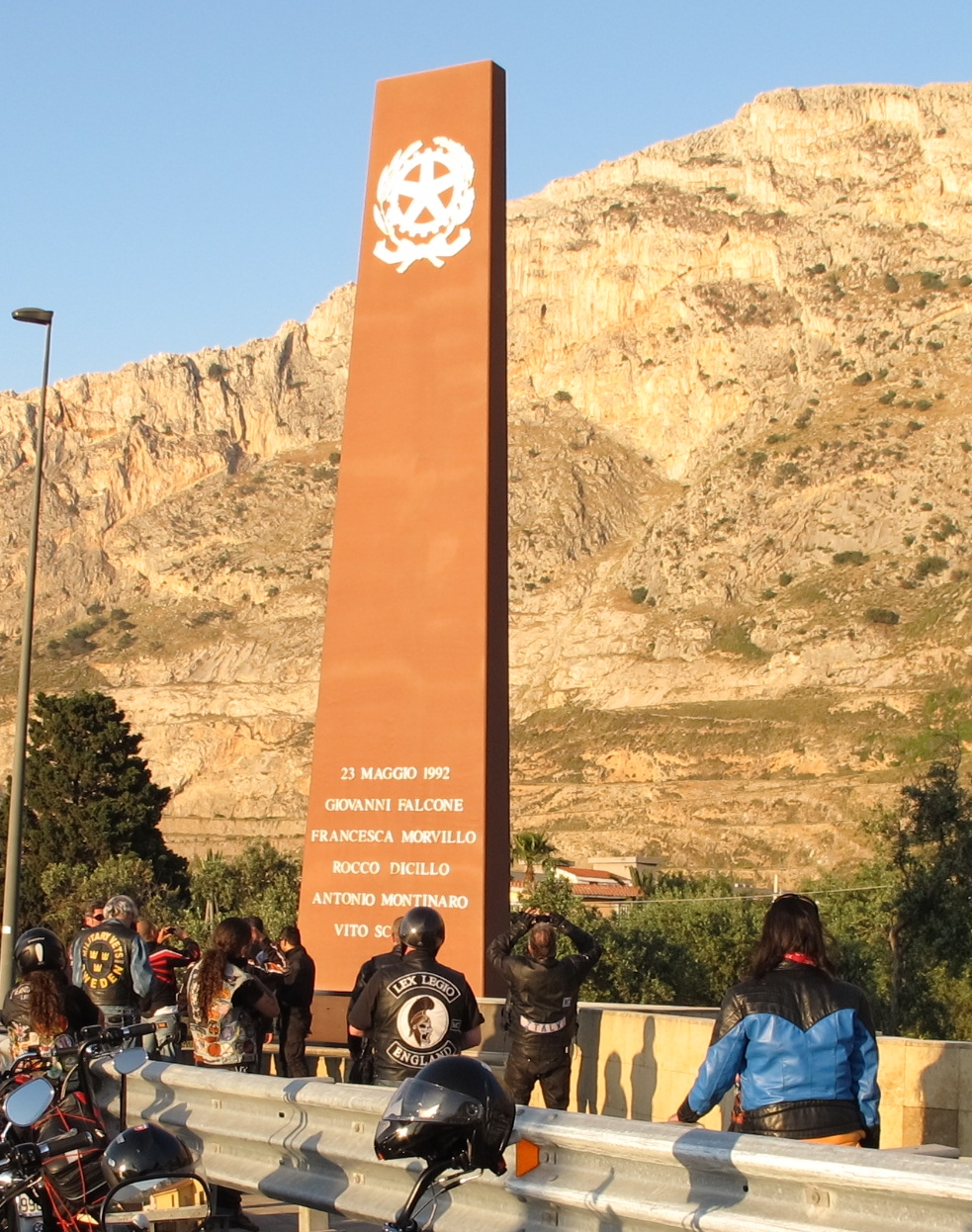
Monument à la mémoire des cinq victimes du Massacre de Capaci

Giovanni Falcone entend mettre sur pied une brigade antimafia et Cosa nostra – en partie ébranlé par le maxi-procès de Palerme – décide d'en finir avec lui, malgré le haut degré de protection dont il bénéficie. Pendant des mois, des membres du clan mafieux de Toto Riina creusent sous l'autoroute A29 reliant l'aéroport de Punta Raisi (renommé depuis aéroport international de Palerme Falcone-Borsellino) à Palerme, à hauteur de la commune de Capaci, pour y placer des explosifs.
Le 23 mai 1992, à 17 h 58, Giovanni Brusca fait sauter 500 kilos d'explosifs au passage du convoi du juge et de son épouse. Transportée d'abord à l'hôpital Cervello, elle est transférée au service de neurochirurgie de l'hôpital municipal où elle meurt cinq heures après l'attentat.
Francesca Morvillo est enterrée avec son mari au cimetière de Sant'Orsola. En 2015, seul le corps de Giovanni Falcone est transféré à l'église San Domenico aux côtés d'autres siciliens illustres, alors que celui de Francesca Morvillo est inhumé en 2016 dans une chapelle vide du cimetière de Rotoli.

## Honneurs et distinctions
Le 13 novembre 1992, la République italienne lui attribue à titre posthume la médaille d'or de la Valeur Civile (Medaglia d'oro al valor civile).
En 1993, la fondation Marisa Bellisario décide de décerner un prix à sa mémoire, un  prix « pour honorer la vie, dans le sens du constant engagement et du courage ».

## Postérité

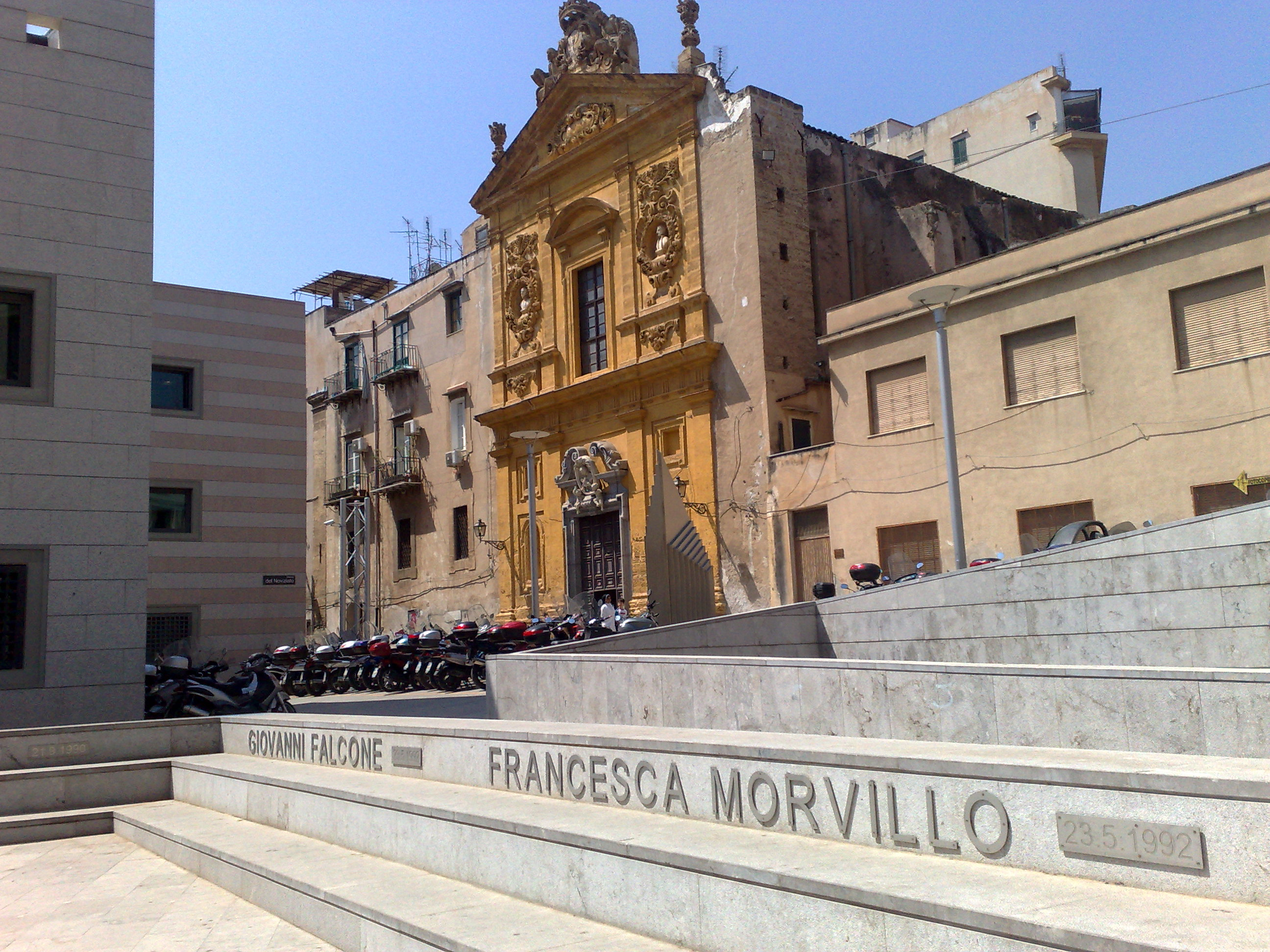
Place de la Mémoire, Palerme

Créée le 10 décembre 1992 par les familles Falcone et Morvillo, la Fondation Giovanni Falcone e Francesca Morvillo est reconnue par l'ONU comme organisation non gouvernementale consultative auprès du Conseil économique et social des Nations unies depuis 1996.
Un centre d'accueil pour mineurs délinquants ainsi que plusieurs établissements scolaires portent son nom et celui-ci figure sur la place de la Mémoire qui honore, devant le palais de justice de Palerme, les magistrats assassinés par la mafia.
Cependant, longtemps décrite dans les écrits sur l'antimafia seulement comme la femme de Falcone, victime collatérale de l'attentat contre son mari, Francesca Morvillo fait l'objet à partir de 2017 d'hommages spécifiques; comme celui de l'Association nationale des magistrats de Palerme cette année-là, puis de livres, comme Maggio a Palermo – Una storia per Francesca Morvillo (Gilda Terranova, Einaudi Ragazzi.2022), Non solo per amore. In memoria di Francesca Morvillo (Paola Maggio, Giovanna Fiume et Cetta Brancato, Treccani, 2022)  et Il mio silenzio è una stella (Sabrina Pisu, Einaudi, 2024), et un documentaire sur Rai Storia.

### Articles
- (en) Renate Siebert, Living under siege. In memory of Francesca Morvillo, sur le site ECPR Standing Group Organised Crime, mai 2002, article en ligne

## Vidéographie
- (it) Giovanni Falcone, l'uomo che sfidò Cosa Nostra, réalisé par Andrea et Antonio Frazzi, Italie 2006, première partie en ligne, seconde partie en ligne

## Sources partielles
- (en) Renate Siebert, Secrets of Life and Death : Women and the Mafia, éd. Verso, 1998
- (en) Renate Siebert, Living under siege. In memory of Francesca Morvillo, sur le site ECPR Standing Group Organised Crime, mai 2002